# Saint-Mard, Somme
Saint-Mard är en kommun i departementet Somme i regionen Hauts-de-France i norra Frankrike. Kommunen ligger i kantonen Roye som tillhör arrondissementet Montdidier. År 2022 hade Saint-Mard 157 invånare.

## Befolkningsutveckling
Antalet invånare i kommunen Saint-Mard
| Referens: INSEE |